# ميندوتا
ميندوتا (إلينوي) (بالإنجليزية: Mendota, Illinois)‏ هي مدينة تقع في الولايات المتحدة في إلينوي. يقدر عدد سكانها بـ 7,397 نسمة .

## التركيبة السكانية
حدّد مكتب تعداد الولايات المتحدة بيانات التركيبة السكانية لميندوتا في تعداد الولايات المتحدة. في ما يلي، التركيبة السكانية حسب تعدادي 2000 و2010.

### تعداد عام 2000
بلغ عدد سكان ميندوتا 7,272 نسمة بحسب تعداد عام 2000، وبلغ عدد الأسر 2,748 أسرة وعدد العائلات 1,901 عائلة مقيمة في المدينة. في حين سجلت الكثافة السكانية 545.1 نسمة لكل كيلومتر مربع (1,411.8/ميل2). وبلغ عدد الوحدات السكنية 2,939 وحدة بمتوسط كثافة قدره 220.3 لكل كيلومتر مربع (570.6/ميل2).
وتوزع التركيب العرقي للمدينة بنسبة 89.37% من البيض و0.40% من الأمريكيين الأفارقة و0.30% من الأمريكيين الأصليين و0.45% من الأمريكيين ذوي الأصول الآسيوية و8.42% من الأعراق الأخرى و1.06% من عرقين مختلطين أو أكثر و18.15% من الهسبانيون أو اللاتينيون من أي عرق.
بلغ عدد الأسر 2,748 أسرة كانت نسبة 35.1% منها لديها أطفال تحت سن الثامنة عشر تعيش معهم، وبلغت نسبة الأزواج القاطنين مع بعضهم البعض 55.5% من أصل المجموع الكلي للأسر، ونسبة 9.9% من الأسر كان لديها معيلات من الإناث دون وجود شريك،  بينما كانت نسبة 3.9% من الأسر لديها معيلون من الذكور دون وجود شريكة وكانت نسبة 30.8% من غير العائلات. تألفت نسبة 27.3% من أصل جميع الأسر من عدة أفراد يعيشون في نفس المنزل ونسبة 14.7% كانت تتألف من شخص يعيش بمفرده يبلغ من العمر 65 عاماً أو أكثر. وبلغ متوسط حجم الأسرة المعيشية 2.56، أما متوسط حجم العائلات فبلغ 3.10.
بلغ العمر الوسطي للسكان 37.9 عاماً. وكانت نسبة 25.6% من القاطنين تحت سن الثامنة عشر، وكانت نسبة 9.4% بين الثامنة عشر والرابعة والعشرين عاماً، ونسبة 24.8% كانت واقعةً في الفئة العمرية ما بين الخامسة والعشرين والرابعة والأربعين عاماً، ونسبة 21.2% كانت ما بين الخامسة والأربعين والرابعة والستين، ونسبة 15.6% كانت ضمن فئة الخامسة والستين عاماً فما فوق. يوجد لكل 100 أنثى 92.6 ذكر، ويوجد لكل 100 أنثى في الثامنة عشر من عمرها فما فوق 89.6 ذكر.
بلغ متوسط دخل الأسرة في المدينة 39,354 دولارًا، أما متوسط دخل العائلة فبلغ 46,279 دولارًا. وكان متوسط دخل الذكور 35,344 دولارًا مقابل 20,556 دولارًا للإناث. وسجل دخل الفرد الخاص بالمدينة 17,731 دولارًا. وكانت نسبة 7.6% من العائلات ونسبة 11.2% من السكان تحت خط الفقر، وكان من هؤلاء نسبة 17.2% تحت سن الثامنة عشر ونسبة 4.4% في الخامسة والستين من العمر وما فوق.

### تعداد عام 2010
بلغ عدد سكان ميندوتا 7,372 نسمة بحسب تعداد عام 2010، وبلغ عدد الأسر 2,826 أسرة وعدد العائلات 1,882 عائلة مقيمة في المدينة. في حين سجلت الكثافة السكانية 552.6 نسمة لكل كيلومتر مربع (1,431.2/ميل2). وبلغ عدد الوحدات السكنية 3,037 وحدة بمتوسط كثافة قدره 227.7 لكل كيلومتر مربع (589.7/ميل2).
وتوزع التركيب العرقي للمدينة بنسبة 88.25% من البيض و0.71% من الأمريكيين الأفارقة و0.28% من الأمريكيين الأصليين و0.54% من الأمريكيين ذوي الأصول الآسيوية و8.55% من الأعراق الأخرى و1.67% من عرقين مختلطين أو أكثر و24.51% من الهسبانيون أو اللاتينيون من أي عرق.
بلغ عدد الأسر 2,826 أسرة كانت نسبة 32.3% منها لديها أطفال تحت سن الثامنة عشر تعيش معهم، وبلغت نسبة الأزواج القاطنين مع بعضهم البعض 50.8% من أصل المجموع الكلي للأسر، ونسبة 11% من الأسر كان لديها معيلات من الإناث دون وجود شريك،  بينما كانت نسبة 4.8% من الأسر لديها معيلون من الذكور دون وجود شريكة وكانت نسبة 33.4% من غير العائلات. تألفت نسبة 28.3% من أصل جميع الأسر من عدة أفراد يعيشون في نفس المنزل ونسبة 14.8% كانت تتألف من شخص يعيش بمفرده يبلغ من العمر 65 عاماً أو أكثر. وبلغ متوسط حجم الأسرة المعيشية 2.55، أما متوسط حجم العائلات فبلغ 3.14.
بلغ العمر الوسطي للسكان 39.2 عاماً. وكانت نسبة 25.1% من القاطنين تحت سن الثامنة عشر، وكانت نسبة 8.1% بين الثامنة عشر والرابعة والعشرين عاماً، ونسبة 23.3% كانت واقعةً في الفئة العمرية ما بين الخامسة والعشرين والرابعة والأربعين عاماً، ونسبة 25.3% كانت ما بين الخامسة والأربعين والرابعة والستين، ونسبة 18.1% كانت ضمن فئة الخامسة والستين عاماً فما فوق. وتوزع التركيب الجنسي للسكان بنسبة 47.6% ذكور و52.4% إناث.

## أعلام
- أوتو فوغل
- بيل جونسون
- ويليام لويس بيتي
- بيل براون
- جايسون بول